# 埃尔-蒙屈布
埃尔-蒙屈布（法語：Eyres-Moncube，法語發音：[ɛʁ mɔ̃kyb]）是法国朗德省的一个市镇，位于该省东南部，属于蒙德马桑区。该市镇于1844年由原市镇埃尔（Eyres）和蒙屈布（Moncube）合并而成。

## 地理
埃尔-蒙屈布（43°43'11"N, 0°32'59"W）面积12.19 平方千米，位于法国新阿基坦大区朗德省，该省份为法国西南部沿海省份，是法國本土面积第二大的省，北起吉倫特省，西临大西洋，南至大西洋比利牛斯省，东临热尔省，东北与洛特-加龍省接壤。
与埃尔-蒙屈布接壤的市镇（或旧市镇、城区）包括：欧迪尼翁、库迪尔、迪姆、蒙苏埃、圣科隆布、圣瑟韦、萨拉济耶。

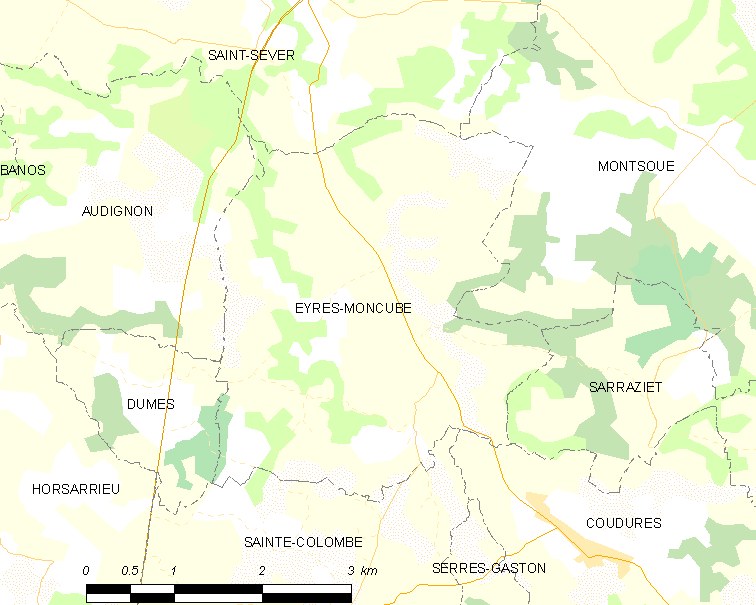
埃尔-蒙屈布的OSM定位图

埃尔-蒙屈布的时区为UTC+01:00、UTC+02:00（夏令时）。

## 行政
埃尔-蒙屈布的邮政编码为40500，INSEE市镇编码为40098。

## 政治
埃尔-蒙屈布所属的省级选区为沙洛斯-蒂尔桑县。

## 人口

1962-2008年间埃尔-蒙屈布人口变化图示

埃尔-蒙屈布于2022年1月1日时的人口数量为347人。